# Sé titular de Edessa de Osroena

Mapa da Diocese do Oriente do Império Romano (século V)

A Arquidiocese de Edessa de Osroena (em latim: Archidioecesis Edessana in Osrhoëne) foi uma antiga sé metropolitana do Patriarcado de Antioquia, na Província romana de Osroena da Diocese civil do Oriente, hoje uma arquidiocese titular da Igreja Católica Romana.

## História
A antiga cidade de Edessa situava-se na Diocese do Oriente, no território do antigo Reino de Osroena, que se tornou a província romana com o mesmo nome. Hoje a cidade de Edessa é identificada com as escavações localizadas perto da cidade de Şanlıurfa, na Turquia. Edessa era a sede da antiga arquidiocese de mesmo nome do Patriarcado de Antioquia. Após a invasão muçulmana, a Arquidiocese de Edessa deixou de existir. Durante as Cruzadas, foi restaurada a Arquidiocese de Rito Latino de Edessa de Osroena, que durou cerca de quarenta anos. Hugo, o último bispo da arquidiocese latina de Edessa de Osroena, foi feito prisioneiro pelos muçulmanos e decapitado por volta de 1142-1145.
Desde o século XIII, a Arquidiocese de Edessa de Osroena tem sido uma diocese titular da Igreja Católica Romana. A arquidiocese está vaga desde 1979.

### Fundação da Igreja de Edessa
Após o Edito de Milão de 313, iniciou-se um feliz período de organização eclesiástica para a Igreja de Edessa. A Crônica de Edessa menciona nove bispos edessanos do século IV: Conão constrói a catedral; Saades esteve presente no Primeiro Concílio de Niceia em 325 e ao assinar seus atos afirmou a ortodoxia de sua Igreja e de toda a Mesopotâmia, da qual foi reconhecido metropolita; em 346 , Abraão constrói a igreja em memória dos confessores edessanos da fé; no Concílio de Constantinopla em 381, Eulógio é lembrado como metropolita de Osroena; na época do bispo Ciro as relíquias do apóstolo Tomé foram trazidas solenemente para a cidade (394).
Com a queda definitiva de Nísibis em mãos persas (363), Edessa viu chegar um grande número de cristãos daquela cidade, que fugiam das perseguições de Sapor II. Entre estes também Santo Efrém, que morreu em Edessa em 9 de junho de 373: a fundação da Escola de Edessa (também chamada de Escola dos Persas), conhecida em todo o oriente, talvez remonte a esse período. Neste mesmo período a comunidade cristã foi dividida entre ortodoxos e arianos: o bispo Barses pagou o preço, forçado ao exílio, onde morreu em março de 378.
Uma Notitia Episcopatuum do século VI reconhece onze dioceses sufragâneas em Edessa: Birta, Constantina, Carras, Marcópolis, Batne, Tel-Mare, Heméria, Circéssio, Calínico, Dausara, Nova Valência. O Anuário Pontifício acrescenta também a estas sés a diocese de Mardim.